# Oldman River
Oldman River är ett vattendrag i Kanada.   Det ligger i provinsen Alberta, i den södra delen av landet, 2 700 km väster om huvudstaden Ottawa.
Trakten runt Oldman River består i huvudsak av gräsmarker. Trakten runt Oldman River är nära nog obefolkad, med mindre än två invånare per kvadratkilometer.